# Emmanuil Iossifowitsch Raschba
Emmanuil Iossifowitsch Raschba (russisch Эммануил Иосифович Рашба, ukrainisch Еммануїл Йосипович Рашба /Emmanujil Jossypowytsch Raschba; * 30. Oktober 1927 in Kiew; † 12. Januar 2025) war ein sowjetischer bzw. ukrainischer Festkörperphysiker und Hochschullehrer.

## Leben
Raschba wurde in eine jüdische Familie geboren. Sein Vater war ein prominenter Strafverteidiger und seine Mutter Englisch-Lehrerin. Die Familie überlebte den Deutsch-Sowjetischen Krieg durch Flucht nach Kasan. Dort begann Raschba ein Physik-Studium an der Universität Kasan. Nach seiner Rückkehr nach Kiew schloss er sein Studium an der Universität Kiew bei A. S. Dawydow und S. I. Pekar 1949 ab. Anschließend arbeitete er als Ingenieur und Lehrer, wobei er wegen der Stalinschen Repressionspolitik fünfmal die Stelle wechseln musste.
1954 wurde Raschba wissenschaftlicher Mitarbeiter in der Halbleiter-Abteilung des Physik-Instituts der Akademie der Wissenschaften der Ukrainischen Sozialistischen Sowjetrepublik (AN-USSR). 1956 wurde er nach seiner Aspirantur bei Antonina Fjodorowna Prichotko mit seiner Arbeit über die Theorie der Exziton-Phonon-Wechselwirkung zum Kandidat der Wissenschaften promoviert. 1960 wurde er Leiter der Theorie-Abteilung im gerade gegründeten Halbleiter-Institut der AN-USSR (später W. E. Laschkarjow-Institut für Halbleiterphysik). 1964 wurde er mit seiner Arbeit über die Spin-Bahn-Kopplung in Halbleitern sowie die Exziton-Spektroskopie an Molekülkristallen (in Zusammenarbeit mit Wladimir Broude) vom Joffe-Institut für Physik und Technik der Akademie der Wissenschaften der UdSSR (AN-UdSSR) in Leningrad zum Doktor der physikalisch-mathematischen Wissenschaften promoviert.
1966 wurde Raschba Leiter der Theorie-Abteilung des Halbleiter-Teilinstituts des Landau-Instituts für Theoretische Physik der AN-UdSSR in Tschernogolowka bei Moskau. Zusätzlich begann er seine Lehrtätigkeit 1967 als Professor am Moskauer Institut für Physik und Technologie (MFTI) (bis 1991). 1992 wurde er in den Ruhestand entlassen, blieb aber Senior-Wissenschaftler bis 1997.
Raschba wurde international bekannt durch seine Beiträge zur Festkörperphysik und Spintronik sowie durch den nach ihm benannten Rashba-Effekt. Er sagte die electric dipole spin resonance (EDSR), die giant oscillator strength von Verunreinigungsexzitonen und die Koexistenz von freien und gebundenen Exzitonen voraus.
1991 ging Raschba in die USA und arbeitete 1992–2000 an der University of Utah, 2001–2004 an der University at Buffalo und 2004–2015 an der Harvard University. Daneben war er 2000–2004 am Massachusetts Institute of Technology, als Adjunct Professor 2000–2003 am Dartmouth College und als Rutherford-Professor 2007–2010 an der Loughborough University im Vereinigten Königreich. In dieser Zeit beschäftigte er sich hauptsächlich mit Spintronik und der Physik der Nanosysteme.
Raschba war 15 Jahre lang Mitherausgeber von JETP Letters und Journal of Luminescence.

## Ehrungen, Mitgliedschaften
- Leninpreis (1966)
- Joffe-Preis der UdSSR (1987)
- Pekar-Preis der USSR
- Fellow of the American Physical Society
- ICL'99 Prize für die Arbeit zur optischen Spektroskopie (1999 International Conference on Luminescence and Optical Spectroscopy of Condensed Matter in Osaka)
- Sir Nevill Francis Mott Lectureship (Vereinigtes Königreich)
- Arkady Aronov Lectureship (Israel)
- Oliver E. Buckley Condensed Matter Prize (2022) mit Gene Dresselhaus für Pionierforschung zur Spin-Bahn-Kopplung in Kristallen und insbesondere die Entdeckung chiraler Spin-Bahn-Wechselwirkung.